# Clovia multipunctata
Clovia multipunctata is een halfvleugelig insect uit de familie Aphrophoridae. De wetenschappelijke naam van deze soort is voor het eerst geldig gepubliceerd in 1931 door Lallemand.